# Miklós Kovács (futebolista)
Nicolae Covaci (em húngaro:Kovács Miklós,também referido como Nicolae Kovács) (29 de dezembro de 1911 - 7 de julho de 1977) foi um futebolista romeno de ascendência húngara. Kóvacs jogou 37 vezes pela Seleção Romena de Futebol e participou das Copas do Mundo FIFA de 1930,1934 e 1938,sendo um dos cinco jogadores que jogaram nas três primeiras Copas do Mundo. os outros são Bernard Voorhoof,Étienne Mattler,Edmond Delfour e Rudolf Bürger,de acordo com os relatos oficiais da FIFA.Kóvacs ainda chegou a jogar pela Seleção Húngara de Futebol uma vez. ele era o irmão mais velho de Ştefan Kovács, que treinou o AFC Ajax entre 1971 e 1973.